# Soure (Pará)
Soure ist eine Stadt im brasilianischen Bundesstaat Pará und auf der Marajó-Insel, die im Mündungsdelta des Amazonas liegt. Die Gemeinde zählte im Jahr 2019 nach offizieller Schätzung 25.374 Einwohner.
Bei Touristen ist Soure für seine Büffelfarmen und Buchten bekannt.

## Geschichte
Vermutlich bestand hier eine Siedlung der Muruanazi, einem brasilianischen Indianerstamm, wo sich Missionare niederließen. Im 18. Jahrhundert war es eine eigenständige Gemeinde mit dem Namen Menino Deus. 1757 wurde Francisco Xavier de Mendonça Furtado Gouverneur von Pará und verfolgte eine Politik der Angleichung der lokalen Ortschaften an Portugal, insbesondere über die Vergabe portugiesischer Ortsnamen an Ortschaften in Pará (etwa Santarém, Óbidos uvm.). Er strebte die Schaffung eigener Kreise im Landesinneren an, und machte den Ort zum Sitz eines eigenen Kreises, nach dessen Umbenennung in Soure. 1833 wurde die Ortschaft aufgegeben und der Kreis aufgelöst.
1847 wurde der Ort neu gegründet. Er blieb eine Ortschaft im Kreis Monsarás, bis er 1859 erneut zum Sitz eines eigenständigen Kreises (Município) wurde. Nach dem Ende des Kaiserreichs Brasilien und der Ausrufung der Republik wurde Soure 1890 zur Stadt (Cidade) erhoben.

## Ortsname
Der Name geht auf die portugiesische Kleinstadt Soure zurück. Dieser geht seinerseits auf die Ortsbezeichnung aus der Zeit der Römer zurück, die den Ort Saurium nannten.

## Söhne und Töchter der Stadt
- Dener Pamplona de Abreu (1937–1978), Modeschöpfer
- Iuri Alcântara (* 1980), Kampfsportler der Mixed Martial Arts